# 肯尼亚河马属
肯尼亚河马属（學名：Kenyapotamus）可能是生活在非洲的河马的祖先，大约生活在1600万到800万年前的中新世时期，化石最早发现于肯尼亚。尽管人们对肯尼亚河马属知之甚少，但它的牙齿形态与早中新世欧洲地区的 Xenohyus 有相似之处，这使得一些科学家得出结论，肯尼亚河马属与现代西猯科及猪科的关系最为密切。
最近的分子生物学研究表明，肯尼亚河马属和鯨豚類的亲缘关系比和其他偶蹄动物更近。对偶蹄类和鲸类化石的形态学分析，也包括肯尼亚河马属，有力地支持了河马科与石炭兽科之间的关系。两类早期鲸鱼——巴基鲸属和熊神鲸属组成了凹齿下目的姐妹群，但这种关系未能得到很好的支持。